# Saint-Maurice-en-Trièves
Saint-Maurice-en-Trièves este o comună în departamentul Isère din sud-estul Franței. În 2009 avea o populație de 176 de locuitori.

## Evoluția populației
| An        | 1975 | 1982 | 1990 | 1999 | 2006 | 2009 |
| --------- | ---- | ---- | ---- | ---- | ---- | ---- |
| Populație | 132  | 132  | 122  | 162  | 185  | 176  |